# Canal de Reus a Salou

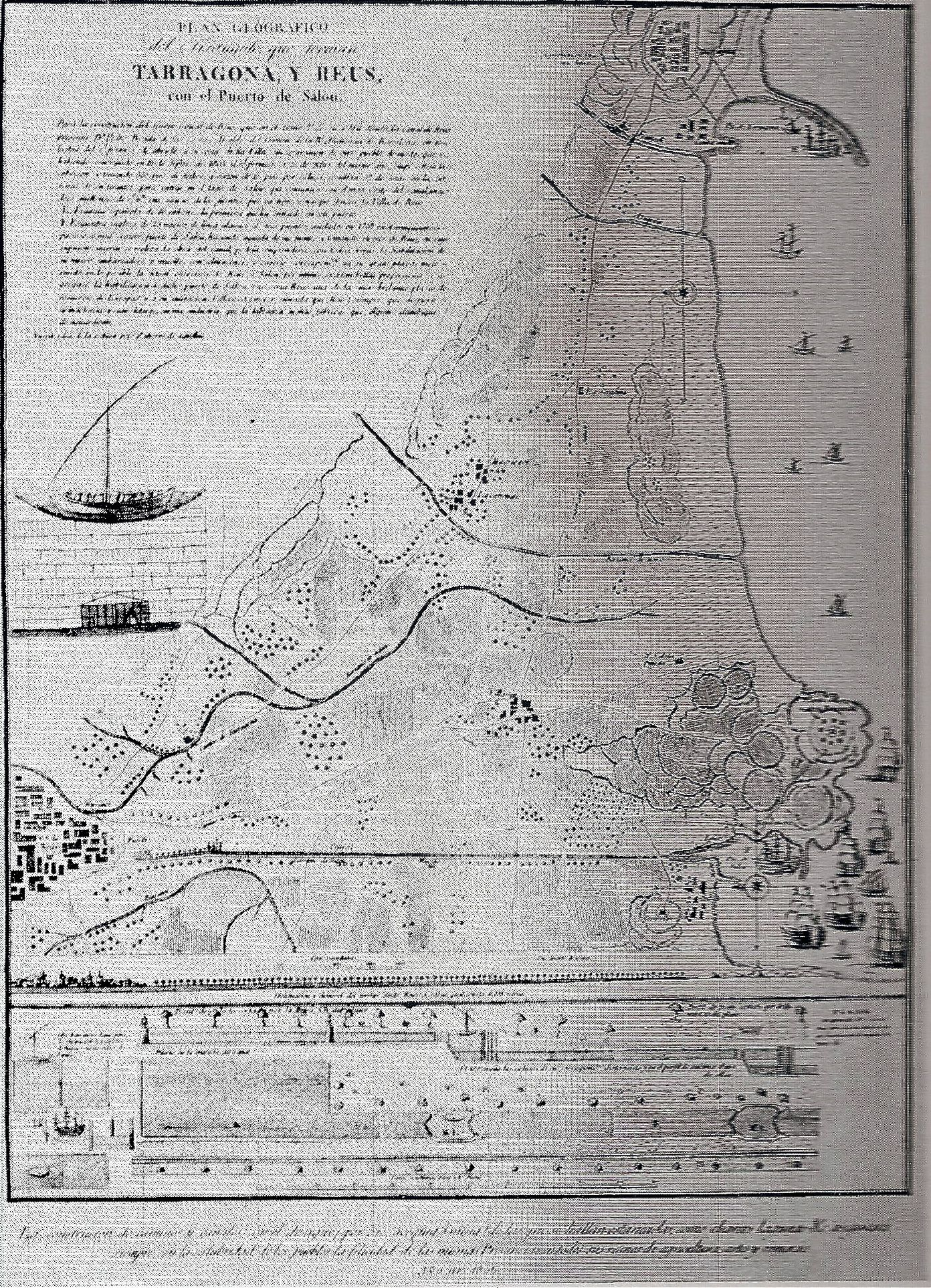
Projecte del Canal de Reus a Salou

El Canal de Reus a Salou va ser un canal navegable projectat a Reus per donar accés a la mar dels seus productes, al final del segle xviii.

## Contextualització
La puixança comercial de Reus va ser possible perquè la major part de les seves mercaderies sortien pel port de Salou. Des de mitjans del segle xviii el comerç de l'aiguardent es capitalitzava a Reus i s'exportava el producte a tot Europa. D'aquí la frase "Reus, París i Londres", que indicava els llocs on es fixaven els preus de l'aiguardent. Per fer rendible el comerç, Reus s'havia preocupat des de feia molt de temps de dues coses: el lliure ús del port de Salou i una comunicació fàcil entre Reus i el port natural d'aquesta població. Tant Vilaseca com Tarragona havien intentat impedir-ho. Prova de la importància del comerç a través del port de Salou són els conflictes permanents sorgits durant el darrer terç del segle xvii i tot el segle xvii entre els comerciants de Reus i l'arquebisbe de Tarragona i la vila de Vilaseca a causa dels drets fiscals que requeien en els productes embarcats o desembarcats al port. Els drets pertanyien a la Mitra Tarraconense que els havia arrendat a Vilaseca.
A l'inici del segle xviii, el Decret de Nova Planta, tot i que va suprimir els drets i llibertats de caràcter cultural i nacional de la Corona d'Aragó (i per tant del Principat de Catalunya), en canvi va facilitar les possibilitats del comerç amb Amèrica. Llavors, l'esperit comercial dels mercaders catalans va produir un "boom" de desenvolupament, durant el segle xviii.

## La idea del Canal
Cap al 1760 Tarragona va començar a pressionar per recuperar el seu port, abandonat des de la fi de l'imperi romà, situat a la desembocadura del Francolí i inutilitzable des de la primera edad mitjana. L'any 1774 va començar la construcció d'una carretera de Reus a Salou finançada pels comerciants reusencs i algun particular, carretera completament rectilínia i més ampla que l'anterior amb la finalitat de donar-li doble direcció. El seu traçat era semblant a la carretera actual, més o menys paral·lela al camí anterior. Jaume Fort indica que aquesta carretera fou la primera carretera oberta a la província de Tarragona després de renovar la de Barcelona a València la qual passava per sobre de l'antiga Via Augusta. El 1776 trobem la primera notícia escrita sobre la possibilitat de construir un canal, i té una relació directa amb la reconstrucció del port tarragoní, perquè apareix en un memorial reusenc per oposar-se a la creació d'un impost sobre el comerç per a les obres del port. El 1777 l'ajuntament de Tarragona, que estava a l'aguait del que feia Reus, va fer una petició al Rei per gravar amb impostos el comerç de la rodalia per tal de poder reparar el port de manera definitiva. Reus s'hi va oposar i va aconseguir el suport dels pobles veïns, que no veien l'avantatge de treure els seus productes per un port que encara s'havia de rehabilitar. La primera notícia escrita relacionada amb el projecte del Canal és una carta del baró de La Linde del 21 de maig de 1784, en la qual s'interessa per l'estat de la carretera i del canal, cosa que vol dir que des d'uns quants anys abans ja s'havia iniciat un projecte. El mes de juny de l'any 1785, consta a les actes municipals de Reus que el Comte de Floridablanca, secretari del "Departamento Universal del Estado" envia una carta a l'Ajuntament on diu que "...siempre que el comercio de Reus quisiera participar en la realización del proyecto de un Canal de Reus a Salou, seria auxiliado por S. M. concediéndole las utilidades y derechos que se convindrian". A la mateixa missiva considerava el port de Salou com el més important de Catalunya en exportació.
El 1789 Tarragona aconsegueix l'aprovació del port. Les protestes, no solament de Reus, sinó de molts pobles de la comarca se succeeixen contra Tarragona, no per la reconstrucció del port, sinó fonamentalment pels gravàmens sobre els articles de consum: la sal, el peix fresc i la carn, i els productes exportats i importats per totes les duanes del Corregiment i la vila de Sitges, començant pel vi i l'aiguardent. Reus reaccionà ràpidament i el novembre del mateix any tornà a treure la idea del Canal. A l'Arxiu Històric de Reus hi ha un document elevat al Rei que diu: "...con el fin de eximirnos de los impuestos pretendidos por la ciudad de Tarragona para la construcción de su puerto (...) no se ha considerado medio más eficaz que el presentar el proyecto de un canal desde esta villa al puerto de Salou, sin gravar al pueblo con impuestos...". S'afegeix una explicació on es recorda que el pare de S.M. ja havia indicat que ajudaria a la construcció del Canal. El 1790 el Ministre de Marina pregunta a l'Ajuntament de Tarragona si en tindran prou amb els seus propis impostos per a construir el port, ateses les dificultats per recollir els de les altres poblacions. Es va aturar l'aplicació dels impostos i la idea del Canal també s'aturà. Floridablanca, el 1791 va comunicar a l'ajuntament de Reus que S.M. no aprovava el projecte del Canal perquè hi veia molts inconvenients. Però el 1799 una Reial Ordre posa altra vegada en vigor els arbitris pel port de Tarragona i ressorgeix la idea del Canal. L'ajuntament de Reus varia lleugerament la tàctica de la petició: si per una banda s'explica que pel port de Salou surten tots els productes que es recullen a ponent de Tarragona fins a la Ribera d'Ebre i Tortosa, per altra banda a Reus no hi ha feina, hi ha 6.500 persones en la més cruel misèria, les guerres amb França del 1793 al 1795 van empobrir el país, l'ajuntament havia habilitat diners per a socórrer a "vergonzantes" i viudes, i per donar pa i olla. Ara el Canal podia tirar endavant coordinats els interessos comercials i els polítics, ja que la misèria pot provocar aldarulls.

## L'inici de les obres
El 1803 l'industrial Pere Sunyer va ser nomenat Regidor Degà de Reus, i es va convertir en el més important defensor del projecte, defensat també per Narcís Sunyer i Veciana i un sector de comerciants de Reus. Després de moltes dificultats va obtenir l'aprovació del govern el 1805 i el mes de setembre es va firmar l'autorització per construir el Canal i es nomenà Director del projecte a D. Francisco Requena, Mariscal de Camp. El 26 de novembre del 1805, l'Ajuntament de Reus, amb l'alcalde Josep Saludes al davant, es traslladava en corporació, acompanyat per la Noblesa, l'Exèrcit, Autoritats i una gran multitud de ciutadans, a la finca del Sr. Rovellat, situada a l'inici de l'actual carretera de Salou, prop de la moderna estació d'autobusos; per col·locar la primera pedra de les obres del Canal de Reus a Salou.
Al cap d'un any, l'1 d'octubre de 1806, ja s'havien gastat un milió i mig de rals del pressupost inicial de 12 milions, tots entre Mascalvó i Salou, i s'havien extret 59.900 metres cúbics de terra. En algunes zones es pot observar encara el llit del canal excavat, bastant perdut entre conreus i accessos a carreteres i autopistes.

## Traves i final de la idea del Canal
Per problemes econòmics es va alentir una mica la marxa de les obres fins que, malauradament es va iniciar la Guerra del Francès. El dia 10 de juny del 1808, al cap d'un mes de l'aixecament a Madrid del 2 de maig, l'Ajuntament de Reus i la Junta del Canal, es reuniren i acordaren: "Teniendo en cuenta las graves exigencias del dia y los gastos que deben atenderse para la común defensa, seria muy justo que todas las contribuciones aplicadas hasta el presente a favor de las obras del Canal, fuesen desde aquel momento a la defensa de la Patria". Amb això s'acabà l'obra del Canal de Reus a Salou, tot i que durant la dominació francesa, el 1811, uns enginyers de l'exèrcit d'ocupació van estudiar la possibilitat de tirar endavant la construcció del canal, i fins i tot consultaren a la ciutat de Reus si els interessava la continuïtat de l'obra. Però a la fi descartaren el projecte, al·legant que el desnivell de quasi 100 metres entre Reus i Salou feia molt costosa l'obra per la quantitat d'excluses a construir i també perquè segons els francesos, havia estat mal calculat aquest desnivell pels enginyers espanyols.
L'any 1809, el "Comisario de Guerra de Cataluña y su Principado", es va fer càrrec d'1.191.235 rals i 21 maravedisos, que tenia en caixa l'administració de les Obres del Canal per destinar-los a despeses urgents de l'exèrcit, en qualitat de reintegrament. No sabem que s'hagi demanat mai aquest reintegrament.
Es conserva a l'Arxiu Històric Comarcal de Reus una Reial Ordre de 24 de març de 1801 on s'expressen els desitjos del Rei d'una entesa entre Reus i Tarragona, i que Reus comprengui els beneficis que el port de Tarragona li reportaria. I perquè la manca de comunicació no li servís de pretext, proposa l'estudi de la construcció d'una carretera entre Reus i Tarragona i d'un possible canal entre les dues ciutats. En realitat fins al cap d'uns anys no es construí l'actual carretera de Reus a Tarragona, també d'amplada de dues direccions, essent sufragada tota l'obra per la Junta d'Obres del Port, amb la finalitat de donar facilitats als comerciants de Reus a portar mercaderies al port de Tarragona; aquesta carretera fou inaugurada l'any 1830. La millora de les comunicacions de Reus amb Tarragona i la possibilitat d'atracar al port tarragoní vaixells de gran tonatge, va produir el progressiu abandó del petit port de Salou, situat a l'espigó.
Hem de remarcar el gran interès de les autoritats Tarragonines en desprestigiar el port de Salou, per beneficiar el port de Tarragona que es començava a construir. Una de les campanyes fou proclamar la insalubritat del port de Salou per ser una font de paludisme el qual encara es veuria agreujat amb la construcció del Canal. El Dr. Salvador Vilaseca va fer un recull d'una sèrie d'escrits recopilats a la meitat del segle xviii fins al 1840, valorant la situació de Salou des del punt de vista mèdic, històric i geogràfic, i refutant la pretesa insalubritat, documents fruit d'una enquesta feta per un grup de metges, apotecaris i geògrafs, entre els quals destaquen els metges Tomàs Sol, Jaume Ardèvol i Antoni Pastells i l'apotecari Antoni Soriguera. per rebatre les acusacions que, segons la premsa tarragonina, tenia el port de Salou.
Un carrer de Reus (carrer del Canal), una plaça (plaça del Canal) i un passeig (Passeig de Sunyer) recorden els fets. Queden algunes restes de les obres iniciades.